# 8世纪南京
|        | 南京历史 |
| 世纪： | 2世纪南京 \| 3世纪南京 \| 4世纪南京 \| 5世纪南京 \| 6世纪南京 \| 7世纪南京 \| 8世纪南京 \| 9世纪南京 \| 10世纪南京 \| 11世纪南京 \| 12世纪南京 \| 13世纪南京 \| 14世纪南京 |

南京于：701年-761年，为唐朝江宁县；761年-800年，为唐朝上元县。

## 大事记

### 700年代
- 706年，废石头镇，移石头仓于冶城。

### 710年代
- 710年，造五城桥，于青溪西开金华坊，又建大道、造金华桥，以通润州驿。
- 716年，升江宁为望县。

### 720年代
- 723年，鉴真自栖霞寺首次东渡日本，未果。

### 730年代
- 733年，分天下为十五道，江宁、溧水、六合分属江南东道、江南西道、淮南道。
- 734年，建冶山祗园寺碑。

### 740年代
- 740年，王昌龄自岭南北返，迁江宁丞。
- 742年，改润州置丹阳郡，治丹徒，领江宁等六县；溧水、六合分属宣城、广陵二郡。
- 748年，李白游江宁，作《登金陵凤凰台》。

### 750年代
- 757年，以江宁县置金陵郡，旋改江宁郡，属江南东道。
- 758年，改江宁郡置为昇州，属浙江西道，统江宁、溧水、句容、溧阳四县；颜真卿转任昇州刺史。
- 759年，颜真卿任昇州刺史，奉诏建乌龙潭放生池而书碑记。

### 760年代
- 760年，江淮都统刘展割据反唐，陷昇州，次年败死昇州；许嵩成《建康实录》。
- 761年，废昇州，易江宁而置上元县，再隶润州；溧水县隶宣州。

### 770年代
- 772年，颜真卿正书李白《志公像赞》于上元开善寺内，碑集吴道子画、李白赞、颜氏书为一体。

### 780年代
- 783年，中原藩镇割据，李适至奉天欲南下，韩愰于石头城附近筑城五座，开井百口；拆佛寺道观而建馆第数十座以迎帝。